# Pakhuizen Wijnhaven 63-67
De pakhuizen aan de Wijnhaven 63-67 waren een reeks van drie pakhuizen en een kantoor aan de Wijnhaven in Rotterdam Centrum. De pakhuizen en kantoor werden gebouwd tussen 1943 en 1948 en eind jaren 80 gesloopt voor nieuwbouw.

## Geschiedenis

### Voorgeschiedenis
Na het bombardement van Rotterdam op 14 mei 1940 was het oude centrum grotendeels verwoest, en moest er een nieuwe binnenstad worden ontworpen voor de wederopbouw van de stad. Al vier dagen na het bombardement kreeg Willem Gerrit Witteveen de opdracht om deze nieuwe binnenstad te realiseren. Het eerste wederopbouwplan van Witteveen bestond, in tegenstelling tot het latere Basisplan van zijn opvolger en assistent Cornelis van Traa, grotendeels uit herbouw in traditionalistische trant. Deze herbouw moest pandgewijs gebeuren en bestond uit bakstenen gevels, ramen met roedeverdeling, decoratieve elementen en schuine kappen. Hij nodigde tijdens de Tweede Wereldoorlog veel verschillende architecten uit om allerlei panden in de straten te ontwerpen van een stad die uiteindelijk nooit werd opgeleverd.
Hoewel Witteveen al in 1944 vervangen werd door van Traa en daardoor de wederopbouwprioriteit van traditionalistische herbouw naar experimentele, functionalistische nieuwbouw was verschoven, werden er in de periode 1941-1953 meerdere gebouwen in de traditionalistische stijl opgeleverd. Een aantal van deze gebouwen zijn de Rotterdamsche Bank aan de Coolsingel, de zogenoemde 'bankburchten' van de Twentsche Bank, Nederlandsche Handelsmaatschappij en Amsterdamsche Bank aan de Blaak, het PTT-kantoor aan de Botersloot en een handjevol woningen aan de Oude Binnenweg. Ook deze pakhuizen en kantoor waren onderdeel van deze traditionalistische wederopbouwgebouwen.

### Creatie van de gebouwen
Na het bombardement waren alle pakhuizen en loodsen binnen de brandgrens verwoest. Hoewel er nog pakhuizen en opslagloodsen beschikbaar waren direct na de het bombardement, zoals de Pakhuismeesteren op de Kop van Zuid en De Dubbelde Palmboom in Delfshaven, was hun ligging ongunstig en bleef de nood voor nieuwe pakhuizen binnen de Stadsdriehoek hoog. Het Nederlandse tabaksbedrijf Koch en Co., opgericht in 1869 door Johannes Lodewijk Koch en zijn zwager Johannes Laverge en tevens bekend als Koch-Scheltema, gaf de opdracht aan architect Kees Elffers om een nieuwe reeks pakhuizen plus kantoor aan de grotendeels verwoeste Wijnhaven te ontwerpen. Tussen 1944 en 1947 creëerde hij een schetsplan en een meervoud aan werktekeningen voor de gebouwen. De bouw van de pakhuizen en kantoor begon in 1943, maar kwam vanwege de algehele bouwstop die op 1 juli 1942 in Nederland was afgekondigd door de Duitsers pas op gang na de bevrijding van het land in 1945. De eerste paal werd op zaterdag 15 december 1945 in de grond geslagen en de werkzaamheden waren voltooid in 1948. De opening van de gebouwen gebeurde in januari van hetzelfde jaar met de keuring van de eerste na 1940 ingevoerde Java-tabak. De gebouwen hadden de huisnummers 63 tot en met 67.  In 1960 werd het kantoor tijdens een verbouwing uitgebreid. Deze uitbreiding werd tevens door Elffers ontworpen.
In 1987 vond de Rotterdamse gemeenteraad dat een van de vier gebouwen, het kantoor, een 'verouderd uiterlijk' had. Hierdoor dreigde gedeeltelijke sloop als het kantoor niet van een blauwe, glazen gevel zou worden voorzien zodat het gebouw geschikt zou worden als 'modern kantoorpand'. De overige kantoren aan de Wijnhaven waren inmiddels ook van modernistische aard. Nadat het niet was gelukt om een overeenkomst te sluiten voor de aanpassing, werden alle vier de gebouwen eind jaren 80 gesloopt voor nieuwbouw.

## Vormgeving en interieur
Het gebouw stamt nog uit de periode van de eerste wederopbouwarchitect Witteveen en was opgebouwd uit vier gebouwen in pandsgewijze opzet - drie pakhuizen en een kantoor met woning voor de conciërge, allen met vijf verdiepingen. De architect voor de panden was Kees Elffers en dit ontwerp behoorde tot zijn meer traditionele werk. De gekozen bouwstijl was Traditionalisme, specifiek de Delftse School, en de bouw zou zijn goedgekeurd door de Duitse bezetter. Ondanks dat er vier verschillende gevels waren ontworpen, bleek het gebouw echter één entiteit van 1600 vierkante meter te zijn aan de binnenkant. De gevels waren historiserend van stijl, hadden de vorm van een klokgevel in jaren 50 stijl en harkte terug naar het vooroorlogse verleden van Rotterdam, toen er nog meerdere pakhuizen in het centrum waren. De vier panden hadden allen hun eigen naam in de vorm van een lint op de gevel beschreven; de drie pakhuizen hadden de namen Java, Sumatra en Rotterdam, het kantoor had de naam Bahia. Boven deze lintgevels waren op de drie pakhuizen hijsbalken bevestigd en weer daarboven stond gevelversiering in meerdere schildvormen, allen terugslaand naar het Christendom. Alle gebouwen hadden grote, monumentale deuren als toegang op de begane grond. De overige verdiepingen van de drie pakhuizen hadden grote, verticale deuren die open en dicht konden, en aan de zijkant van iedere deur een stalen hek vanaf de tweede tot de vierde verdieping. Een balk was bij alle verdiepingen in het midden geplaatst, waarschijnlijk om valgevaar te voorkomen. De vijfde verdieping bestond slechts uit een deur. Al deze pakhuizen werden gebruikt voor de opslag van ruwe tabak voor verder vervoer naar Duitse plaatsen, zoals Hamburg of Bremen. Het originele idee van Van Traa was om deze pakhuizen te gebruiken voor de opslag van materiaal voor de herbouw van het centrum van Rotterdam. Het kantoor had een hele andere vormgeving: het gebouw had meerdere ramen, een balkon op de tweede verdieping, een grote vlaggenmast en op de vijfde verdieping een kleine cirkelvormige deur die open en dicht kon. Boven de ingang op de begane grond stond met grote letters de naam van het bedrijf - "Koch & Co.". Het interieur van het kantoor was bedekt met mooi versierde trappen en een vloer gemaakt van marmer. Er stonden tevens grote, zware bureaus met Telexapparaten.
Het traditionalistische ontwerp verdeelde de Rotterdamse populatie: de een prees de panden voor het authentiek Nederlandse karakter en de greep terug naar de vooroorlogse binnenstad en pakhuizen van toen, de ander vond het gebouw verfoeilijk, nep en had liever iets modernistischer op de plaats gezien. De Winkler Prins Encyclopedie uitte in 1954 kritiek op het gebouw en zei dat de 'archaïserende vormen van de pakhuisfronten (bekleed betonskelet!)' sterk afstaken bij de 'zuivere architectuur' van metaalfirma Van Houten aan de Jufferstraat uit 1951. Ook de architect Elffers was verrassend genoeg niet blij met de architecturale keuze van die tijd, maar zette de bouw toch voort.

Fotogalerij
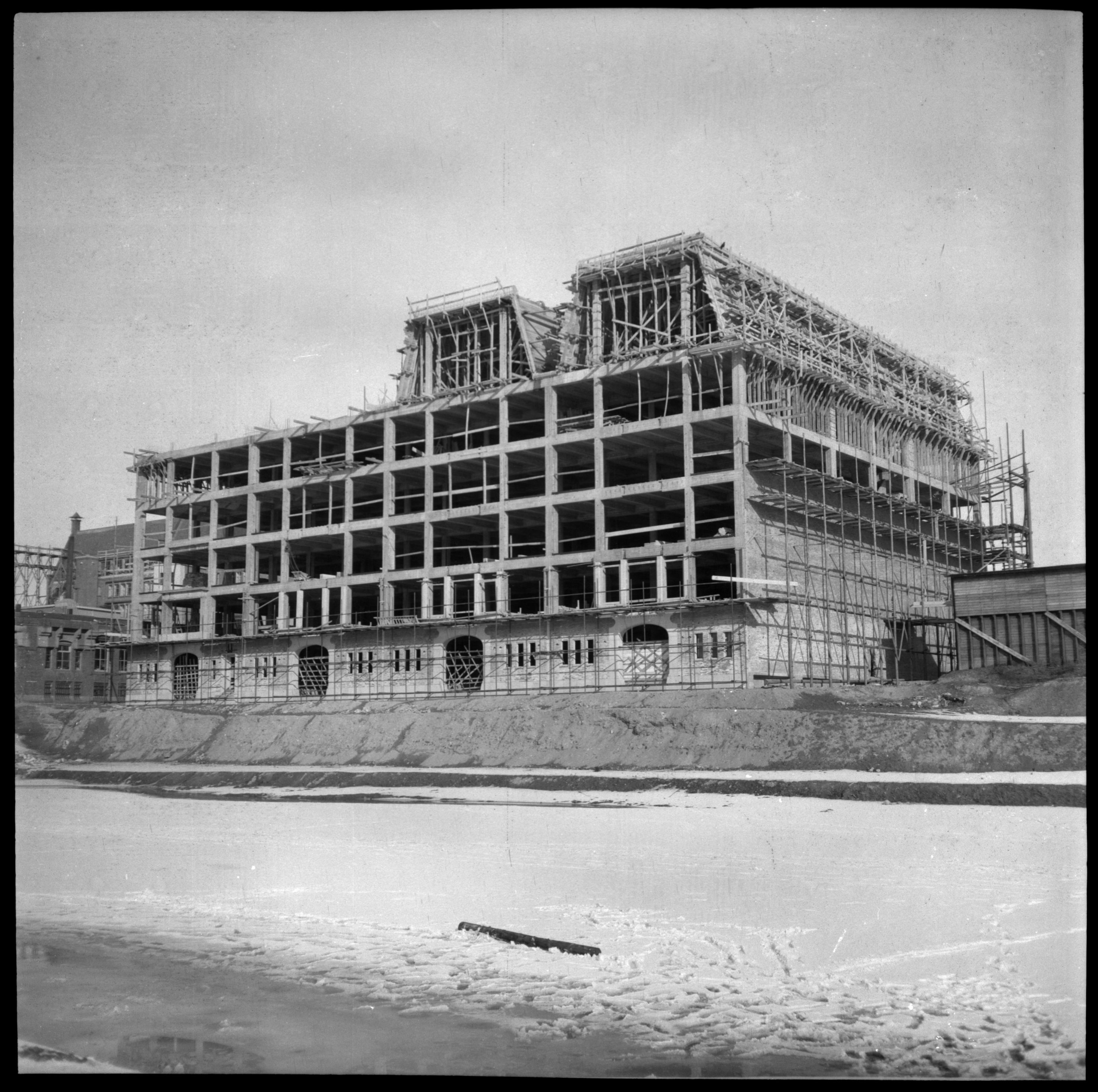
De pakhuizen in aanbouw, 1947.
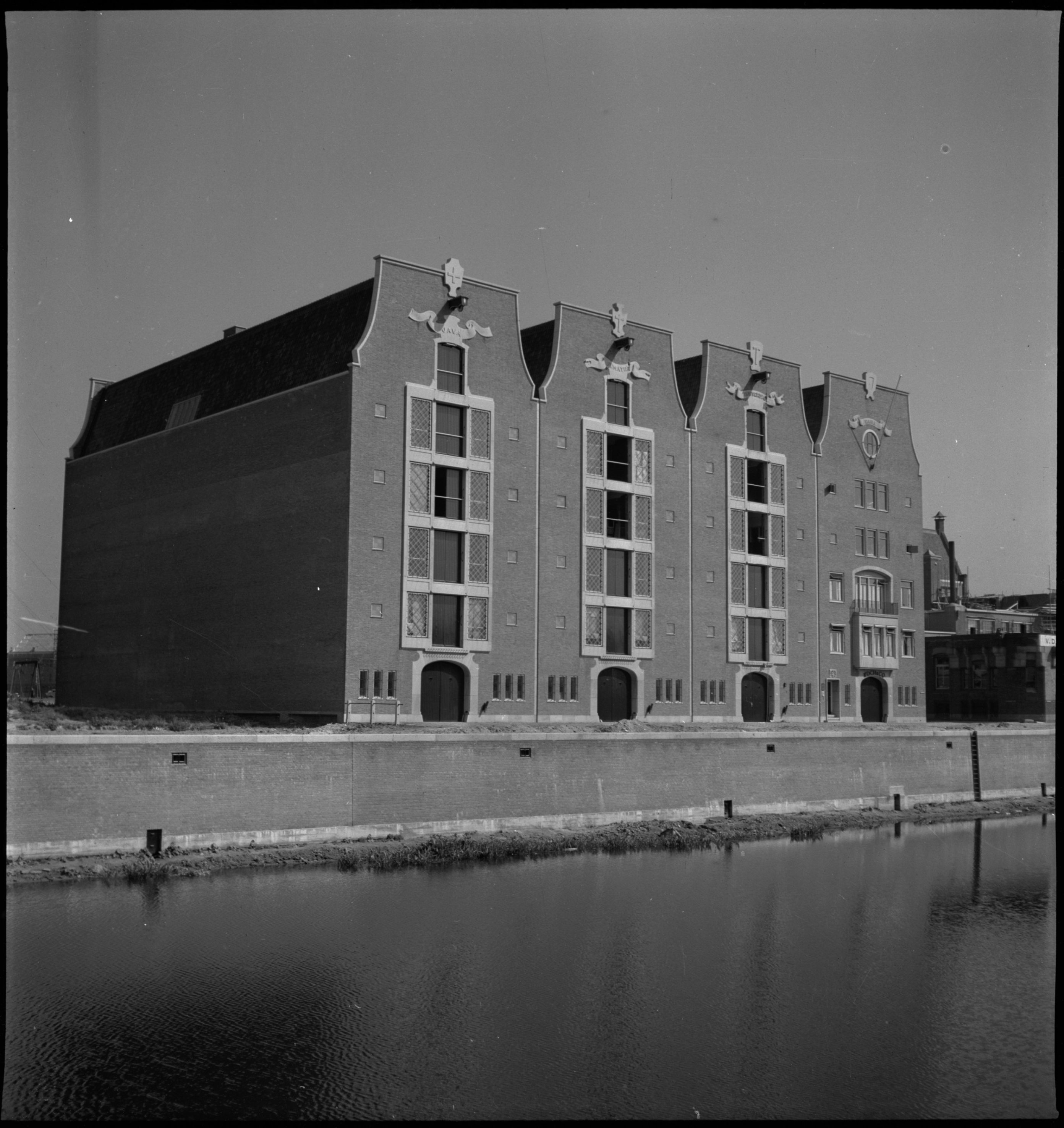
De oplevering van de pakhuizen en kantoor in de dan nog lege Wijnhaven, 1948.